# Neopalame
Neopalame is een kevergeslacht uit de familie van de boktorren (Cerambycidae). De wetenschappelijke naam van het geslacht werd voor het eerst geldig gepubliceerd in 1972 door Martins & Monné.

## Soorten
Neopalame omvat de volgende soorten:
- Neopalame albida Monné, 1985
- Neopalame albomaculata Monné & Martins, 1976
- Neopalame atromaculata Monné & Martins, 1976
- Neopalame cretata Monné & Delfino, 1980
- Neopalame deludens Monné, 1985
- Neopalame digna (Melzer, 1935)